# شون نيوتن
شون نيوتن (23 سبتمبر 1988 بليفربول في المملكة المتحدة - ) (بالإنجليزية: Sean Newton)‏ هو لاعب كرة قدم بريطاني في مركز الدفاع. لعب مع ستوكبورت كونتي ونادي ريكسهام ونادي ساوثبورت ونادي يورك سيتي ونوتس كاونتي ونادي تشستر سيتي وتيلفورد يونايتد ونادي بارو ولينكولن سيتي أف سي وDroylsden F.C. ‏.

## وصلات خارجية
- شون نيوتن على موقع قاعدة بيانات كرة القدم.إي يو (الإنجليزية)
- شون نيوتن على موقع Soccerbase.com (لاعب) (الإنجليزية)
- شون نيوتن على موقع Soccerway.com (الإنجليزية)